# Encarsia telemachusi
Encarsia telemachusi är en stekelart som beskrevs av Evans 2002. Encarsia telemachusi ingår i släktet Encarsia och familjen växtlussteklar.
Artens utbredningsområde är Haiti. Inga underarter finns listade i Catalogue of Life.